# Salvatore Franco
Salvatore Franco (Biancavilla, 6 settembre 1868 – Trieste, 18 settembre 1934) è stato un inventore italiano.
Appena diciottenne realizza il suo primo calendario perpetuo, esposto due anni più tardi all'Esposizione vaticana dove vinse la medaglia di bronzo. Qui l'opera guadagnò l'ammirazione di molti alti curiati e di professori universitari, tra cui Onofrio Silvestri che lo convinse a esibirla durante l'Esposizione Universale di Parigi nel 1900. Salvatore Franco ebbe tempo a sufficienza per completare e abbellire la macchina che ottenne in Francia l'ambita medaglia d'oro. Nel 1907 fu ancora a Catania per la II Esposizione Agricola, dove vinse ancora una medaglia d'oro.
In precedenza realizzò altre opere di interesse scientifico e astronomico, come l'Horologium Solarium Catinensium realizzato tra il 1888 e il 1890 per il monsignore Antonino Caff, o i due complessi quadranti solari del seminario di San Giovanni La Punta, uno dei quali capace di relazionare l'ora locale con il mezzogiorno relativo al fuso orario corrispondente, o infine un orologio a riflessione funzionante mediante un gioco di specchi.

## Infanzia
Salvatore Franco nasce nel primo periodo del Regno d'Italia, in un contesto economico e sociale piuttosto instabile, in particolar modo per le istituzioni religiose, le quali a seguito della politica piemontese dovettero attuare una serie di riforme, modernizzando un contesto fortemente rurale e superstizioso presente in ambienti dell'entroterra, come fu ad esempio Biancavilla nella prima metà del XIX secolo. Il ruolo dell'arcidiocesi catanese nel periodo riformatorio sarà influente per la formazione di Salvatore, in particolare la figura del cardinale Giuseppe Benedetto Dusmet, nominato vescovo nel 1867, e del rettore del seminario clericale Antonino Caff.
Figlio del contadino Francesco e di Paola Rubino, prese il nome dal nonno materno, venne presentato alla comunità 24 ore dalla nascita e da lì a poco battezzato nella chiesa di Santa Maria dell'Elemosina dal canonico Ferdinando Pastanella il quale sostituiva don Antonio Petralia, alla presenza dei padrini.
Sulla successiva infanzia non si hanno notizie storicamente accertabili, sebbene esista una ricca aneddotica, spesso nata dopo l'avvenuta fama per arricchirne l'atmosfera di importanza. Un racconto sulla sua vita, raccolto da un periodico locale, tramanda che, poiché il suo maestro riconobbe in lui le potenziali capacità, alle elementari il piccolo Salvatore studiasse già sui libri di matematica delle superiori e che il padre, sbirciando nel suo quaderno, temesse una sua incapacità nello scrivere, scambiando gli esercizi di algebra per un copiato di vocali, ma tranquillizzato dal farmacista del paese, si rivide e premiò il fanciullo. 

## Studi
Nel nascente Regno d'Italia l'istruzione conosceva costi elevati per chi proveniva da ceti non elevati, così nelle campagne siciliane il figlio di un contadino che mostrava una spiccata predisposizione allo studio si trovava a dovervi rinunciare o ad accedere all'istruzione clericale, che comunque non era certo economica. Esistevano due classi a seconda del vitto servito ai seminaristi e nel 1880 le quote erano pari a 200 £ per la prima classe e a 130 £ per la seconda, da versarsi ogni quadrimestre. Pur essendoci sovvenzioni per gli alunni bisognosi meritevoli, considerato il guadagno di un operaio in tale periodo (da un minimo di 30 ad un massimo di 72 £ mensili), il padre di Salvatore Franco dovette certamente sacrificare il suo intero stipendio per poterlo mantenere in seminario.
Salvatore viene iscritto alla seconda classe ginnasiale ai suoi quindici anni compiuti, nell'anno scolastico 1883-1884. In tale anno vennero versate le rette di 130 £ per quadrimestre e 65 £ per il bimestre estivo. Per il secondo anno in seminario, sulla base dei pagamenti effettuati, si può dedurre una riduzione della quota (da 130 a 100 £ e da 65 a 50 £) forse per meriti riconosciuti o per difficoltà economiche riscontrate. Il 30 maggio 1885 gli vengono conferiti da parte di monsignor Caff la tonsura e l'ostiariato.
Dal terzo anno (1885-1886) i versamenti si fanno irregolari e saltuari. In questo periodo si fa risalire l'invenzione del Calendario Perpetuo Meccanico e delle formule matematiche su cui si è basato Salvatore Franco per realizzarlo. La discontinuità degli studi, la presentazione del modello non ancora perfezionato due anni dopo a Roma e il suo successivo trasferimento in detta città nel 1890 sembrerebbero confermare tale notizia: anche un netto calo del rendimento scolastico sembrerebbe un indizio della distrazione si Salvatore a causa delle sue ricerche matematiche. Si suppone che in questo periodo il cardinale Dusmet e monsignor Caff abbiano preso a tutela Salvatore Franco per incentivare la sua inventiva. Il 19 giugno 1886 ottiene il lettorato.
Lo scoppio del colera nel 1887 e la presunta chiusura del seminario per tale data potrebbero essere i motivi della discontinuità negli studi, influenzata anche da uno stato di salute precario dei suoi genitori; non ne è chiara la motivazione, ma dal 21 marzo 1887 al 21 marzo 1888 Salvatore Franco lascia il seminario per passare un anno a casa dei suoi. In questo periodo iniziano verosimilmente i suoi primi esperimenti di gnomonica. Sono databili al biennio 1888-1890 infatti le principali opere gnomoniche realizzate. Nel 1888 in particolare presenta, nonostante fosse incompleto, il suo Calendario Perpetuo Meccanico alla Esposizione Vaticana, dove riceve - oltre agli elogi della stampa, della giuria e di diverse personalità de mondo ecclesiale e scientifico - la medaglia di bronzo. Il 31 maggio 1890 ottiene l'esorcistato.
Dal 1890 al 1892, con firma Salvatore Franco-Pavone, studia teologia al seminario pontificio romano con frequenza diligente e fruttuosa e al suo ritorno a Catania (settembre 1893) si candida a suddiacono. Il 23 marzo del 1892 ottenne l'ultimo ordine minore, l'accolitato. Il 5 agosto 1894 ottiene l'ordinazione maggiore di diacono e a metà anno seguente il presbiterato.

## Maturità
Nel 1894 vengono a mancare il cardinale Dusmet (5 aprile) entrambi i genitori, ormai anziani. Nel 1900, dietro consiglio di Onofrio Silvestri e di altri professori dell'Ateneo catanese, presenta all'Esposizione di Parigi la sua invenzione perfezionata e inserita in una cornice simil-rococò in legno. Qui ottiene a 32 anni la medaglia d'oro.